# Толстохвостый тушканчик
Толстохвостый тушканчик (лат. Pygeretmus platyurus) — грызун из семейства тушканчиковых, самый мелкий в роде толстохвостых тушканчиков. Обитатель Казахстана и Северо-Западного Туркменистана.

## Таксономия
Толстохвостый тушканчик описан в первой четверти XIX века немецким зоологом М. Г. Лихтенштейном по экземпляру из Южного Приаралья как Dipus platyurus (с 1823 по 1828 год видовое имя — platurus, изменено самим Лихтенштейном). Впоследствии был выделен К. Глогером в отдельный род Pygeretmus.
В 1950-е годы была выделена в отдельный вид популяция толстохвостых тушканчиков из Зайсанской котловины (Восточный Казахстан), получившая видовое название Pygeretmus vinogradovi. Дальнейшие исследования, однако, заставили сначала понизить её статус до подвида P. platyurus, а затем, когда были сделаны выводы о клинальном характере различий между этой популяцией и типовыми экземплярами P. platyurus (связанном с тем, что рассматривались экземпляры из двух крайних географических точек распространения вида), и совсем отказаться от выделения этой популяции. Таким образом, к началу XXI века подвидов внутри вида P. platyurus не выделяется.

## Внешний вид
Толстохвостый тушканчик — самый мелкий представитель одноименного рода, самки несколько крупней и тяжелей самцов; при этом размеры тела особей этого вида возрастают при движении с запада на восток. Средняя длина тела самцов на западе 84 мм, на востоке 98 мм, средняя длина тела самок на западе 85 мм, на востоке — 107 мм. Средняя длина ступни возрастает с 32 мм на западе до 35 на востоке. Длина хвоста достигает 90 % от длины тела у самцов и до 85 % у самок. в отличие от длины тела средняя длина хвоста меняется в зависимости от региона незначительно — от 80 до 86 мм. Средняя масса тела на западе 26,8 г у самцов и 29,5 у самок, на востоке — 42,6 у самцов и 55,5 у самок.
Голова относительно небольшая (кондилобазальная длина черепа — от кончика морды до задней поверхности шейных мыщелков — от 20,8 до 24,3 мм), округлая, с короткими (45-60 мм) вибриссами, шейный перехват выражен слабо, мордочка очень короткая, с маленьким пятачком. Глаза большие, чёрные, широко расставленные, что придаёт морде удивлённое выражение. Череп лёгкий, с очень тонкой вертикальной ветвью скуловой дуги. Зубные ряды заметно расходятся назад, так что ширина костного нёба у третьих коренных почти вдвое больше, чем у первых коренных. Верхний предкоренной отсутствует.
Задние конечности в целом слабые по сравнению с другими пятипалыми тушканчиками. Ступни относительно короткие (не более 33 % от длины тела), сверху покрыты оротким волосом, боковые поверхности пальцев обрамлены короткими белыми волосками, направленными вниз. Стопа голая, на трёх опорных пальцах хорошо развитые кожистые дольчатые подушечки. Хвост толстый по всей длине, кроме перетяжки у основания, за счёт жировых отложений, слегка уплощённый с боков, наиболее широкий в средней части и сужающийся к концу.
Мех тонкий, очень густой, верх головы и ступни относительно тёмные — тусклые глинисто-серые с ярко выраженной продольной тёмной струйчастостью. Губы и щёки грязно-серые, горло и брюшко желто-серые, на горле, брюшке и передних лапах могут встречаться белые пятнышки. Бока несколько светлей спины, волоски на хвосте сверху буровато-охристые, снизу коричневато-серые, на конце хвоста короткая чёрная кисточка.

## Образ жизни
Растительноядный вид, основу рациона составляет зелень, в первую очередь суккуленты. Подземные части растений и семена составляют лишь незначительную часть диеты. В неволе также принимает в пищу мелких насекомых и пауков. Особенности диеты определяют характер среды обитания — толстохвостый тушканчик предпочитает места с плотным глинистым грунтом, где обильно произрастают суккуленты из подсемейства Маревые. В Северном Приаралье встречается в низменностях вокруг озёр и солончаков, в Северо-Восточном Прибалхашье — в такырах.
Толстохвостый тушканчик строит норы двух типов — постоянные летние и зимовочные, отдельные защитные норы обычно не строятся, но в местах совместного обитания с тарбаганчиками толстохвостые тушканчики могут использовать их защитные норы. Постоянная нора состоит из начального лаза, забитого землёй и замаскированного; постоянного наклонного хода, отходящего под углом от начального лаза и ведущего к гнездовой норе на глубине 15—50 см и размерами до 13х15х18 см (в выводковых норах); и двух-трёх дополнительных камер, расположенных вдоль главного хода. В гнездовой камере со стороны, противоположной начальному лазу, округлое отверстие для выхода, замаскированное земляной пробкой; в небольшом проценте нор имеется дополнительный выход на поверхность из одной из боковых камер. Шарообразное гнездо строится весной из шерсти и растительных остатков, летом и осенью обычно отсутствует. Для зимовочных нор характерны более длинные ходы и более глубокое расположение камер спячки (до 115—150 см). В одной норе расположены на разной глубине от 3 до 5 нор спячки, выстланных подстилкой. Зимняя спячка продолжительная — до 6,5 месяцев. Перед залеганием в спячку толстохвостый тушканчик накапливает большой объём подкожного и полостного жира, в первую очередь в хвосте, уже к середине лета достигающем толщины 18-20 мм.
Ведёт ночной образ жизни, выходя из нор через 30—35 минут после заката и возвращаясь в них непосредственно перед рассветом. Редко отходит от норы больше чем на 70—100 м. Относительно малоподвижен — наименее быстрый из всех пятипалых тушканчиков; скорость бега до 5,3 м/сек, максимальная длина прыжка 54 см. При опасности предпочитает не спасаться бегством, а затаиваться под кустом или в углублении в грунте (но не в норах). Размножается один раз в год — весной; беременные самки наблюдаются в основном с конца апреля до середины мая. Размер выводка от 2 до 8 (как правило, от 5 до 6) детёнышей. Масса тела новорожденного детёныша 2 г, из норы он выходит после достижения массы в 15—16 г, а к самостоятельной жизни переходит, набрав больше 50 % от массы тела взрослых особей. Половой зрелости толстохвостый тушканчик достигает в возрасте 10—11 месяцев, после первой зимовки, продолжительность жизни в естественных условиях не более 2,5 лет. Линька проходит раз в год по окончании брачного сезона, у взрослых особей начинаясь в мае и в основном приходясь на июнь, тогда как молодые начинают линять во второй декаде июня и продолжают в июле и августе.

## Ареал и охранный статус
Толстохвостый тушканчик встречается в полупустынях и северных пустынях Казахстана от левого берега реки Урал, западного чинка плато Устюрт и залива Кара-Богаз-Гол на западе. Южная граница ареала проходит по Северному Приаралью до северного побережья озера Балхаш и далее до Зайсанской котловины в Восточном Казахстане. Северная граница тянется от среднего течения Урала к верховьям Эмбы, обходит с юга Казахский мелкосопочник и продолжается по долине Иртыша у Семипалатинска до озера Зайсан. Основная масса популяции сосредоточена в западной части ареала; возможно, что его западная и восточная части разделены, поскольку не сообщалось о встречах с представителями вида на территории между рекой Сарысу и Балхашем. В восточной оконечности ареала вид представлен единичными находками на большом расстоянии друг от друга. Популяция на площади около 8,8 тыс. км² в Южном Приаралье, откуда был получен голотип вида, считается изолированной от основного ареала рекой Сырдарьей. Само её существование после XIX века остаётся под вопросом, так как с тех пор не сообщалось о встречах на этой территории с живыми представителями вида, хотя их кости находили в погадках хищных птиц. За пределами Казахстана толстохвостый тушканчик встречается в Северо-Западном Туркменистане.
Хотя на большей части ареала толстохвостый тушканчик немногочислен (до 5 особей на 1 км автомобильного маршрута в северной части ареала и 3—5 в южной), Международный союз охраны природы относит его к видам под наименьшей угрозой ввиду общей большой площади ареала и его предполагаемой непрерывности и отсутствия серьёзных угроз.